# Campichoeta grandiloba
Campichoeta grandiloba är en tvåvingeart som beskrevs av Mcalpine 1962. Campichoeta grandiloba ingår i släktet Campichoeta och familjen sumpskogsflugor. Inga underarter finns listade i Catalogue of Life.